# Hollywood (canción de The Cranberries)
«Hollywood» es un sencillo, cuya canción de título homónimo fue incluida en el tercer álbum de estudio, To the Faithful Departed, del grupo irlandés The Cranberries.
Fue publicado únicamente en Francia, el 1 de mayo de 1997.

## Vídeo musical y lanzamiento
El tema no tuvo un vídeo musical, pues dichos planes fueron abandonados después de que la banda cancelara su gira mundial, debido a otras actividades promocionales y, también, por problemas de salud de la vocalista Dolores O'Riordan.
El lanzamiento internacional del sencillo también fue cancelado, a excepción de Francia.

## Lista de canciones

### Hollywood
Un CD conteniendo 2 canciones, únicamente en Francia:
1. «Hollywood» - 5:06
2. «Forever Yellow Skies» (en directo, Toronto, 29 de agosto de 1996) - 3:28

Un CD conteniendo 4 canciones, únicamente en Francia:
1. «Hollywood» - 5:06
2. «Forever Yellow Skies» (en directo, Toronto, 29 de agosto de 1996) - 3:28
3. «Dreams» (en directo, Toronto, 29 de agosto de 1996) - 4:20
4. «Waltzing Back» (en directo, Toronto, 29 de agosto de 1996) - 4:59